# Faruk Hadžibegić
Faruk Hadžibegić (7 d'octubre de 1957) és un exfutbolista bosnià de la dècada de 1980 i entrenador.
Fou 61 cops internacional amb la selecció iugoslava amb la qual jugà el Mundial de 1990.
Pel que fa a clubs, defensà els colors de FK Sarajevo, Reial Betis, FC Sochaux i Toulouse FC.